# Шатијон Сен Жан
Шатијон Сен Жан (фр. Châtillon-Saint-Jean) насеље је и општина у источној Француској у региону Рона-Алпи, у департману Дром која припада префектури Валанс.
По подацима из 2011. године у општини је живело 1221 становника, а густина насељености је износила 138,44 становника/km². Општина се простире на површини од 8,82 km². Налази се на средњој надморској висини од 194 метара (максималној 343 m, а минималној 192 m).

## Демографија
| 1962. | 1968. | 1975. | 1982. | 1990. | 1999. | 2011. |
| ----- | ----- | ----- | ----- | ----- | ----- | ----- |
| 669   | 672   | 680   | 754   | 790   | 888   | 1.221 |

График промене броја становника у току последњих година